# 莱普朗什昂蒙塔涅
莱普朗什昂蒙塔涅（法語：Les Planches-en-Montagne，法語發音：[le plɑ̃ʃ ɑ̃ mɔ̃taɲ]）是法国汝拉省的一个市镇，位于该省东部，汝拉山区，属于隆斯勒索涅区。

## 地名
“莱普朗什昂蒙塔涅”（Les Planches-en-Montagne）一名在法语中意为“山中的莱普朗什”。

## 地理
莱普朗什昂蒙塔涅（46°39'16"N, 6°0'32"E）面积13.48 平方千米，位于法国勃艮第-弗朗什-孔泰大區汝拉省，该省份为法国东部内陆省份，北起上索恩省，西北接科多尔省，西临索恩-卢瓦尔省，南至安省，东与杜省和瑞士接壤。
与莱普朗什昂蒙塔涅接壤的市镇（或旧市镇、城区）包括：克朗、福尔迪普拉讷、莱沙莱姆、绍德克罗特奈、昂特尔德蒙、下丰西讷、上丰西讷、锡亚姆。
莱普朗什昂蒙塔涅的时区为UTC+01:00、UTC+02:00（夏令时）。

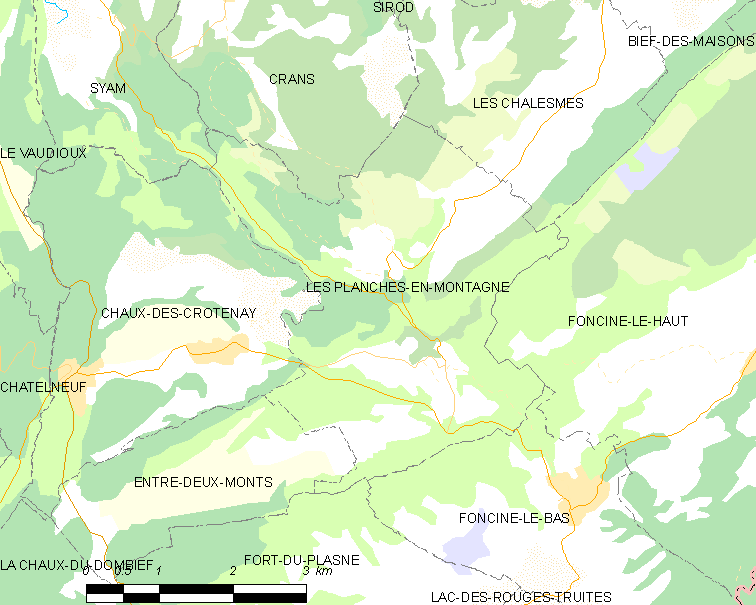
莱普朗什昂蒙塔涅的OSM定位图

## 行政
莱普朗什昂蒙塔涅的邮政编码为39150，INSEE市镇编码为39424。

## 政治
莱普朗什昂蒙塔涅所属的省级选区为圣洛朗昂格朗沃县。

## 人口

1962-2008年间莱普朗什昂蒙塔涅人口变化图示

莱普朗什昂蒙塔涅于2022年1月1日时的人口数量为156人。